# Шум токораспределения
Шум токораспределения возникает в активных элементах электроники (биполярных транзисторах, электронных лампах) вследствие случайного характера распределения тока между двумя цепями. Например, шум токораспределения присутствует в биполярных транзисторах, так как носители электрического заряда, инжектированные из эмиттера, могут с вероятностью {\displaystyle \lambda } рекомбинировать в базе, а с вероятностью {\displaystyle 1-\lambda } достигать коллектора.

## Спектральная плотность
Рассмотрим электрическую цепь в которую в единицу времени поступает {\displaystyle n_{0}} носителей заряда и которые затем случайным образом распределяются между цепями {\displaystyle 1} и {\displaystyle 2}. Пусть вероятность распределения зарядов в цепь {\displaystyle 1} равна {\displaystyle \lambda }, а в цепь {\displaystyle 2} — {\displaystyle 1-\lambda }. В цепь {\displaystyle 1} поступает {\displaystyle n1} носителей заряда, в цепь {\displaystyle 2} поступает {\displaystyle n2=n0-n1} носителей заряда. Закон распределения числа импульсов тока в цепи {\displaystyle 1} является биномиальным: {\displaystyle P_{n}(n_{1})={\frac {n_{0}!}{n_{1}!(n_{0}-n-{1})!}}\lambda ^{n_{1}}(1-\lambda )^{n_{0}-n_{1}}}. Для средних чисел имеем: {\displaystyle {\bar {n_{1}}}=\lambda n_{0},{\bar {n_{2}}}=(1-\lambda )n_{0}}. Для дисперсии числа импульсов в цепи {\displaystyle 1} имеем: {\displaystyle \sigma _{n_{1}}={\bar {n_{1}^{2}}}-({\bar {n_{1}}})^{2}=\lambda (1-\lambda )n_{0}} Если прохождение каждого импульса тока связано с переносом заряда {\displaystyle q}, то спектральную плотность шумового тока распределения {\displaystyle i_{d}} можно записать в виде:{\displaystyle \sigma _{id}(\omega )=2\lambda (1-\lambda )n_{0}q^{2}\left|s_{i}^{0}(j\omega )\right|^{2}=(1-\lambda )2qI_{0}^{(1)}\left|s_{i}^{0}(j\omega )\right|^{2}}. Здесь {\displaystyle I_{0}^{(1)}=\lambda n_{0}q} — ток в цепи {\displaystyle 1}, а {\displaystyle s_{i}^{0}(j\omega )} — нормированный спектр импульса тока. Если импульсы тока, связанного с движением носителей заряда в неравновесной области имеют длительность {\displaystyle 10^{-11}} с, то до частоты {\displaystyle 1{,}6\cdot 10^{10}} Гц (сантиметровые волны) шумовой ток распределения можно считать белым. В этой области частот: {\displaystyle \sigma _{id}(\omega )=(1-\lambda )2qI_{0}^{(1)}}